# 아베 토루

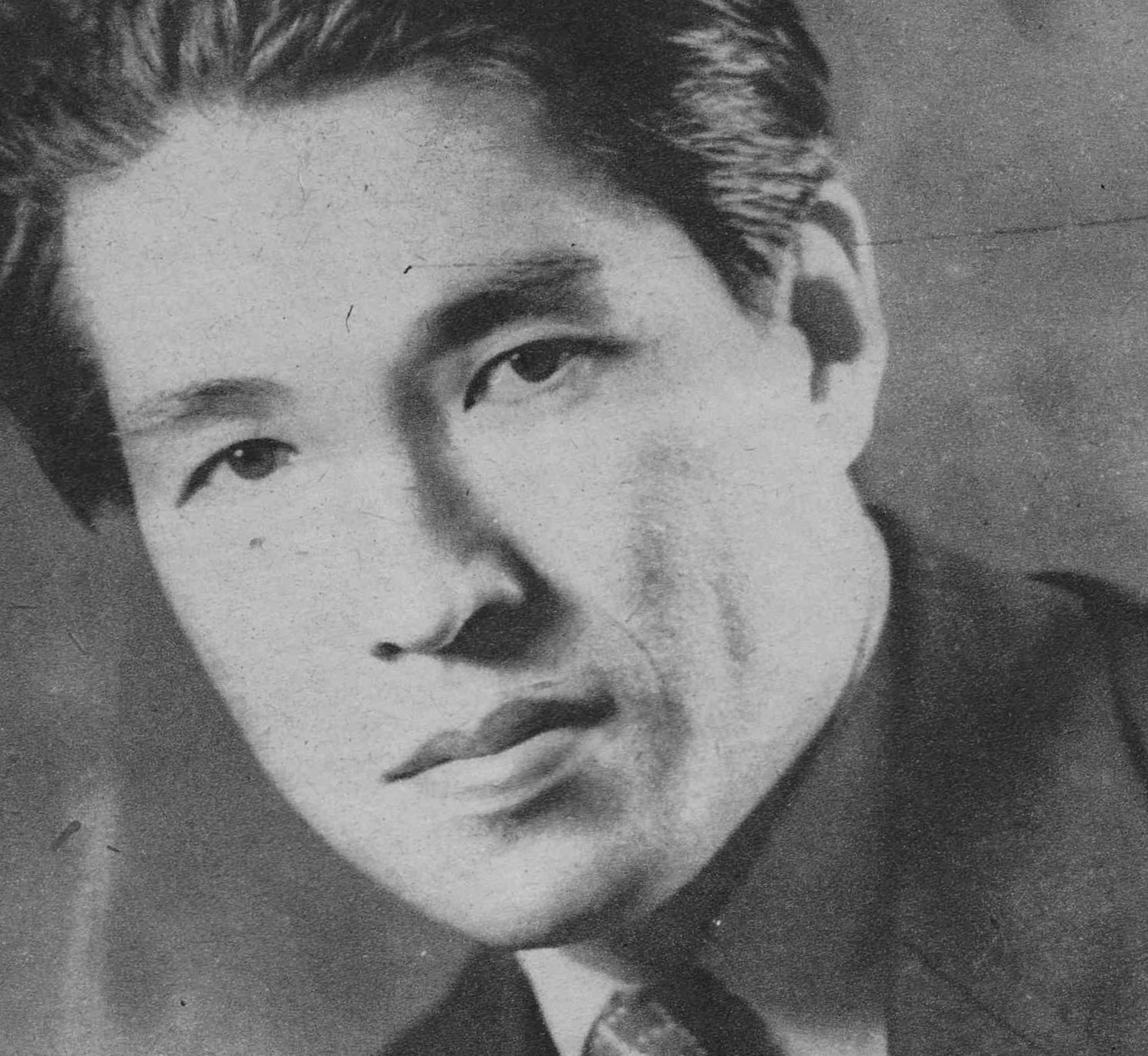

아베 토루(Toru Abe, 1917년 3월 28일 ~ 1993년 7월 18일)는 일본의 배우, 일본의 성우이다.
무나카타시에서 태어났다.

## 영화
- 쇼군 (1981년)
- 하나레 고제 오린 (1977년) - 베쇼 역
- 블러드 (1974년)
- 무뢰한 (1964년)
- 자토이치 - 흉악한 형상의 나그네 (1963년)
- 헬스 키친 (1962년)
- 그 호송차를 노려라 (1960년)
- 인간의 조건 (1959년)
- 암흑가의 미녀 (1958년)
- 폭풍을 부르는 남자 (1957년)
- 동경 이야기 (1953년) - 철도 직원 역
- 쇼조 (1948년)
- 환호의 도시 (1944년)